# Avfallsdeponering
Deponering är en avfallsbehandlingsmetod som innebär att avfallet läggs på en soptipp, en deponi. I Sverige, och resten av EU, anses deponering vara en dålig metod och under de senaste 20 åren har den årliga mängden deponerat hushållsavfall i Sverige minskat från 1 020 000 ton 1998 till 186 490 ton 2007 och 31 000 ton 2017. I många andra länder är deponering fortfarande vanligt, inte minst i u-länder där man kanske inte har råd med modernare metoder. Alternativen kan t.ex. vara förbränning eller materialåtervinning. 
Deponering av avfall är det behandlingssätt som ska användas i sista hand i enlighet med avfallshierarkin. 

## Deponering av organiskt avfall
Om en deponi innehåller organiskt material kommer det till stora delar brytas ned och ge upphov till deponigas bestående i huvudsak av metan och koldioxid. Dessa är två växthusgaser och påverkar därför klimatet. Dessutom kan det tillkomma risker för explosion och kvävning. Gasen kan också samlas upp och användas som biogas.

## Deponering i Sverige
Som ett delmål till miljömålet "God bebyggd miljö" skulle deponeringen exklusive gruvavfall minska med 50% 1994-2005. 2015 fanns det 265 deponier i drift i Sverige. 60 av dessa var deponier för farligt avfall, 133 för icke-farligt avfall, och 72 för inert avfall. 
Deponiförordningen infördes 2001 i enlighet med EU:s direktiv (99/31/EG). Den avsåg att minska deponeringen och förbjöd bland annat deponering av organiskt avfall (trädde i kraft 2005) och utsorterat brännbart avfall (trädde i kraft 2002). Enligt förordningen så beskattas även deponerat avfall med 435 kr per ton sedan 2006. Samtliga deponier var tvungna att uppfylla förordningens krav till 2009.
2014 deponerades 85,5 miljoner ton avfall i Sverige, varav 81,8 miljoner ton var gruvavfall.  Bortsett från gruvavfallet deponerades 9% av Sveriges avfall 2012. Genomsnittet för EU var 46%. 2015 deponeras 0,7% av hushållsavfallet, 31 000 ton, en minskning med 19,1%.